# St. Thomas (Nevada)

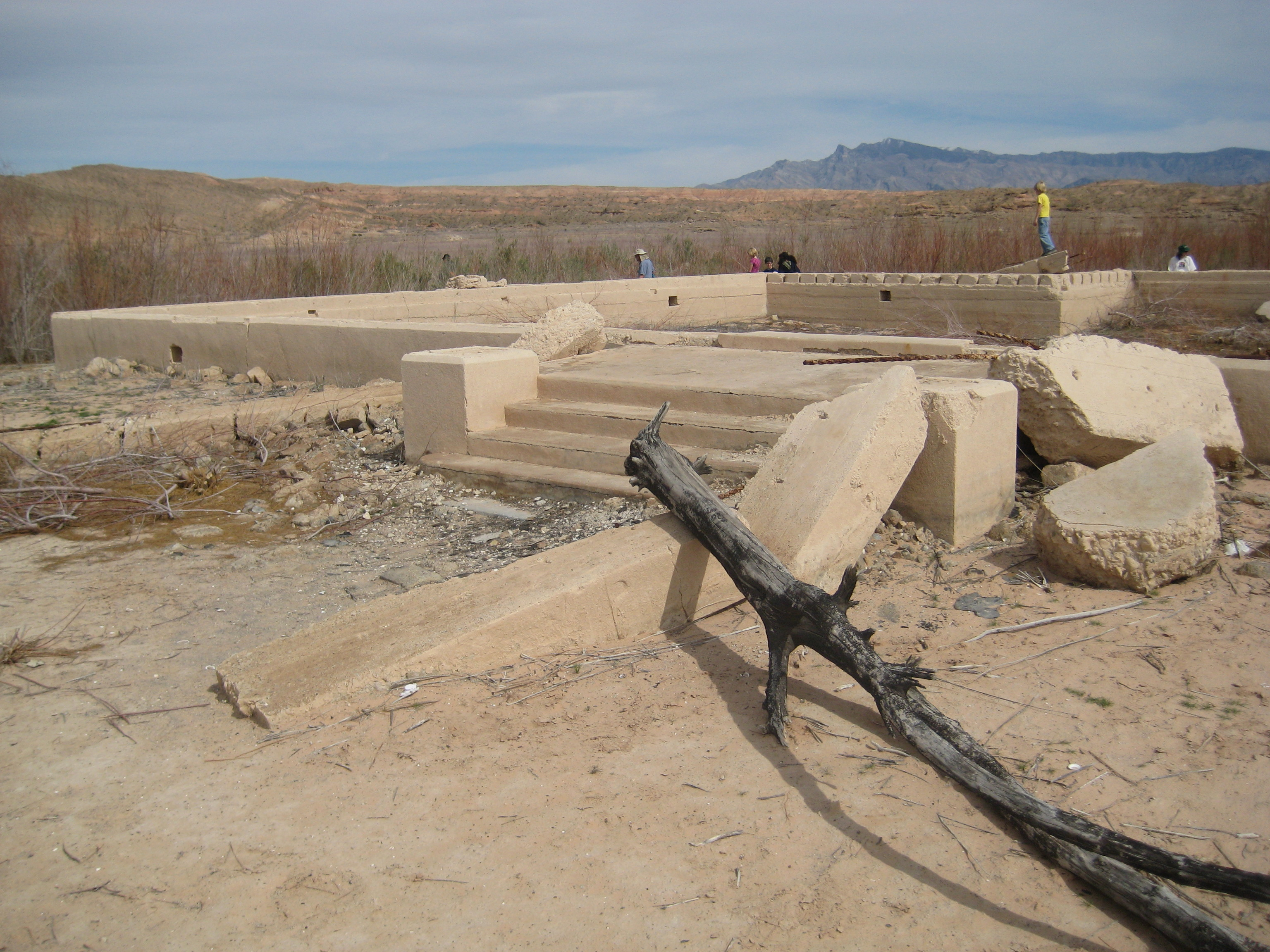
ruiny fundamentów budynku w St. Thomas widoczne podczas niskiego stanu wód

St. Thomas – wymarłe miasto w hrabstwie Clark. Znajduje się w Narodowej Strefie Rekreacyjnej Jezioro Mead.
Zostało założone przez Mormonów, prowadzone przez Thomasa Smitha w 1865 roku. Mieszkańcy utrzymywali się z rolnictwa i drobnego biznesu. Budowa zapory Hoovera w 1938 roku spowodowało podniesienie wód rzeki Kolorado i zalanie wodami jeziora Mead, wymuszając opuszczenie miasta. Znajdujący się tu cmentarz przeniesiono do nieodległego miasta Overton w Nevadzie.
Ruiny St. Thomas są czasami widoczne w Jeziorze Mead, kiedy poziom wody jest niski. Chroni je National Park Service jako miejsce historyczne.